# Мар'ївка (Берестинський район)
Ма́р'ївка — село в Україні, у Берестинському районі Харківської області. Населення становить 338 осіб. Орган місцевого самоврядування — Олійниківська сільська рада.
Після ліквідації Сахновщинського району 19 липня 2020 року село увійшло до Красноградського (Берестинського) району.

## Географія
Село Мар'ївка знаходиться на правому березі річки Оріль, вище за течією на відстані 3,5 км розташоване село Яковлівка (за 1,5 км зняте з обліку село Михайлівка у 1997 році), (за 1,0 км ліквідоване село Каганець зручно розташовувалося з давніх часів на горі за Мар'ївкою в сторону Сахновщини вихідці з якого жили в Мотузівці) нижче за течією на відстані 1 км розташоване село Нововолодимирівка, на протилежному березі — село Мотузівка.

## Історія
- 1875 — вперше згадується в документах.

## Економіка
- ПП «Ім. Котовського».

## Сьогодення
24 лютого 2009 року село було газофіковане.